# Paços do Concelho de Vila Franca do Campo
Os Paços do Concelho de Vila Franca do Campo, ou Câmara Municipal de Vila Franca do Campo, localizam-se na Vila e no município de Vila Franca do Campo, na ilha de São Miguel, na Região Autónoma dos Açores, em Portugal.
Embora a criação do concelho de Vila Franca do Campo tenho acontecido no século XV, o atual edifício remonta ao final do século XVIII.
O edifício apresenta linhas sóbrias, com escadaria exterior e torre sineira, encimado por uma esfera armilar. A sul do edifício ergueu-se, em tempos, o pelourinho.